# کارسدورف
کارسدورف (به آلمانی: Karsdorf) یک شهر در آلمان است که در Unstruttal واقع شده‌است. کارسدورف  ۱٬۹۲۱ نفر جمعیت دارد.